# Сијетл сихокси
Сијетл сихокси (енгл. Seattle Seahawks) су професионални тим америчког фудбала са седиштем у Сијетлу у држави Вашингтон. Клуб утакмице као домаћин игра на стадиону Сенчурилинк филд. Такмичи се у НФЦ-у у дивизији Запад. Клуб је основан 1976. и до сада није мењао назив.
„Сихокси“ су до сада само једном били шампиони НФЛ-а. Маскота клуба је галеб „Блиц“.